# Zugazaea
Zugazaea là một chi nấm thuộc bộ Helotiales. Mối quan hệ của đơn vị phân loại này với các đơn vị phân loại khác trong bộ hiện chưa rõ (incertae sedis), và do đó chi này vẫn chưa được xếp chắc chắn vào bất kỳ họ nào. Đây là một chi đơn loài, chỉ chứa loài duy nhất là Zugazaea agyrioides, được tìm thấy phát triển trên gỗ mục ở quần đảo Canary. Loài điển hình của chi này được đặt tên theo sự giống nhau của loài này với một số loài khác thuộc chi Agyrium.
Tên chi Zugazaea được đặt để tôn vinh Álvaro Zugaza (1911–2002), một dược sĩ và nhà nấm học người Tây Ban Nha. Ông làm việc tại Bilbao và bảo vệ bằng tiến sĩ về nấm Ergot (Claviceps).